# 5552 Studnička
5552 Studnička è un asteroide della fascia principale. Scoperto nel 1982, presenta un'orbita caratterizzata da un semiasse maggiore pari a 2,7751757 UA e da un'eccentricità di 0,2459040, inclinata di 8,21633° rispetto all'eclittica.